# Эклсская слойка

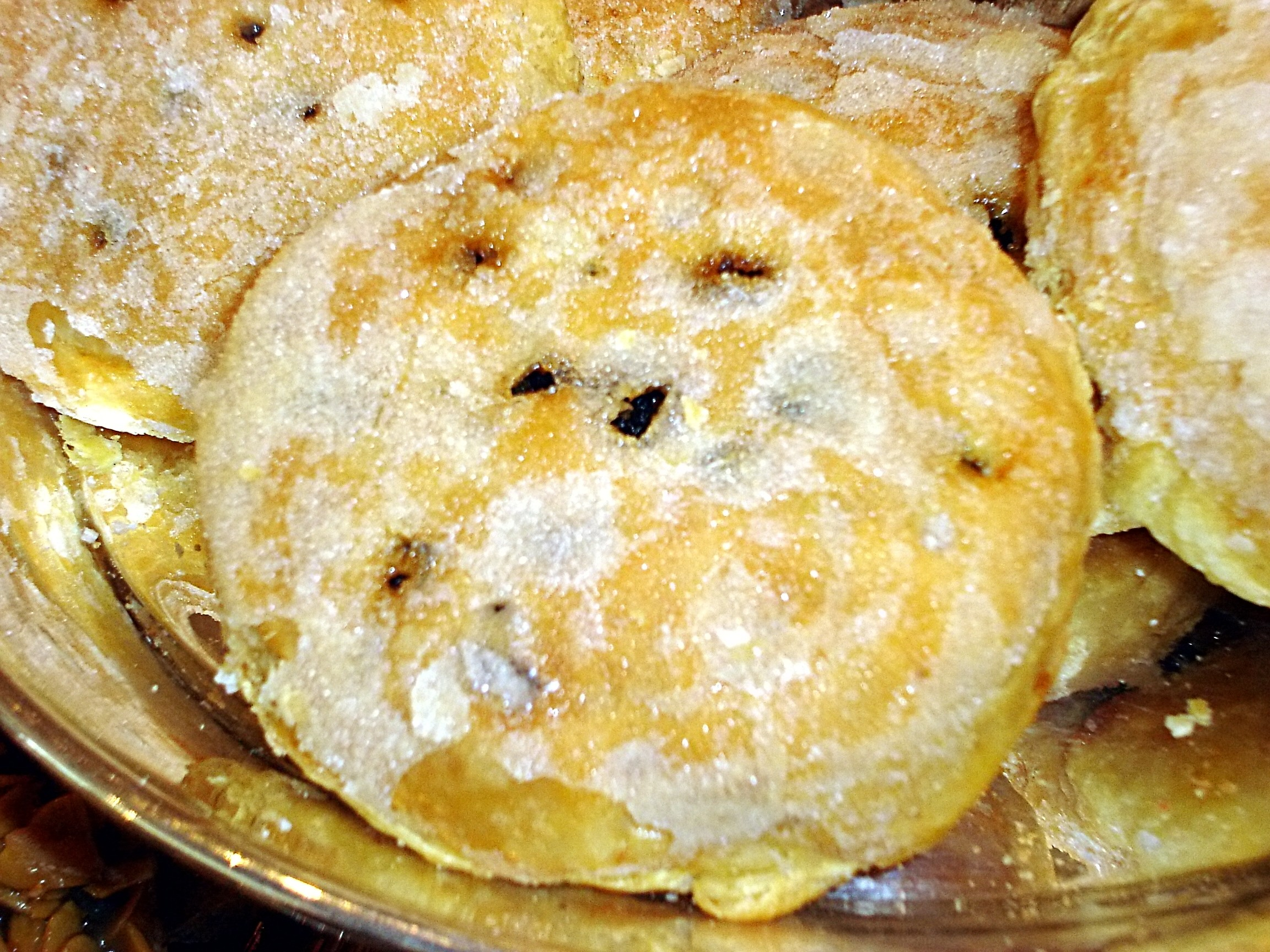
Свежеиспечённая эклсская слойка

Эклсская слойка (англ. Eccles cake) — небольшая круглая булочка с начинкой из изюма, которая делается из слоёного теста с маслом и посыпается сверху нерафинированным сахаром.

## Название и происхождение
Эклсские слойки названы в честь английского города Экклс, ныне входящего в состав боро Сити-оф-Солфорд в графстве Большой Манчестер. Неизвестно, кто изобрёл их рецепт, но считается, что Джеймс Бёрч был первым человеком, начавшим продавать слойки на коммерческой основе. Он торговал ими в своем магазине на перекрёстке Викеридж-роуд и Сент-Мэри-роуд (сейчас Чёрч-стрит) с 1793 года.
Из-за того, что в них есть мелкий тёмный изюм, эклсским слойкам часто дают шутливые прозвища, например, «слойки с мухами», «мушиные слойки», «мушиные пироги» и даже «кладбище мух».